# 汉口协同神学院
汉口协同神学院是福音道路德会在中国开办的第一个神学院。
1921年7月，福音道路德会第一位牧师雅仁德创办协同神学院。1922年2月招生。初期校址设于三元里。1932年，协同神学院迁至黄孝河渣甸路（今解放公园路）怡和村。院内建有12栋二层清水红砖建筑。红瓦坡顶，设有外廊。主楼内设有小教堂—协同堂。
协同神学院院址现存一座主楼和五座小楼，现为市直机关育才幼儿园租用。2016年列为武汉市优秀历史建筑，一级保护。